# Трунов Павло Якович
Павло Якович Трунов (20 червня 1922, Білі Береги — 14 грудня 2002, Краматорськ) — командир батареї 283-го окремого мінометного полку 5-ї армії 3-го Білоруського фронту, старший лейтенант. Герой Радянського Союзу.

## Біографія
Народився 20 червня 1922 року в селі Білі Береги (нині Конишевського району Курської області). З 1934 року жив у місті Краматорську. По закінченні школи № 12 працював на Новокраматорському машинобудівному заводі. Заочно закінчив 2 курси Донецького індустріального інституту.
У Червоній Армії з 1941 року. У липні 1941 року направлений в артилерійське училище. Учасник Другої світової війни з листопада 1942 року. Брав участь у битві під Сталінградом, бився на Орловсько-Курській дузі, форсував Дніпро, визволяв столицю України — місто Київ.
Командир батареї 283-го окремого мінометного полку старший лейтенант Павло Трунов з передовими стрілецькими підрозділами 15 липня 1944 року форсував річку Німан і захопив плацдарм, а потім брав участь у відбитті ворожих контратак. Було підбито 2 фашистських танки, знищено велику кількість живої сили противника.
Указом Президії Верховної Ради СРСР від 24 березня 1945 року за мужність і відвагу, проявлені при форсуванні річки Німан, захопленні і утриманні плацдарму на західному березі річки, і вміле керівництво батареєю старшому лейтенанту Павлу Яковичу Трунову присвоєно звання Героя Радянського Союзу з врученням ордена Леніна і медалі «Золота Зірка».
Учасник історичного Параду Перемоги 24 червня 1945 року у Москві на Червоній площі.
З 1946 року майор П. Я. Трунов — в запасі. З квітня 1946 року працював заступником начальника табору військовополонених у місті Краматорську, потім старшим інженером центрального диспетчерського бюро, старшим диспетчером заводу, начальником сектора виробничого відділу Новокраматорського машинобудівного заводу імені В.І. Леніна. Без відриву від виробництва закінчив у 1953 році вечірній університет марксизму-ленінізму, а в 1958 році заочне відділення Краматорського інженерно-будівельного інституту. З 1960 року був членом Краматорського міськкому компартії України, а з 1967 по 1984 рік — депутатом Краматорської міської Ради депутатів трудящих. У серпні 1984 року вийшов на пенсію.
Жив в місті Краматорськ Донецької області України. Помер 14 грудня 2002 року. Похований в Краматорську на Кімовському кладовищі.
Нагороджений орденом Леніна, двома орденами Вітчизняної війни 1-го ступеня, орденом Червоної Зірки, українським орденом Богдана Хмельницького, медалями, знаком «Винахідник СРСР».
Почесний працівник Новокраматорського машинобудівного заводу імені В.І. Леніна. У місті Краматорську на будинку, де жив Герой, встановлена меморіальна дошка.